# Multilateració de pseudorang
La multilateració de pseudo-range, sovint simplement multilateració (MLAT) quan en context, és una tècnica per determinar la posició d'un punt desconegut, com ara un vehicle, basada en la mesura dels temps de vol esbiaixats (TOF) de les ones d'energia que viatgen entre el vehicle i múltiples estacions en ubicacions conegudes. Els TOF estan esbiaixats per errors de sincronització en la diferència entre els temps d'arribada (TOA) i els temps de transmissió (TOT): TOF = TOA - TOT. Els pseudo-rangs (PR) són TOF multiplicats per la velocitat de propagació de l'ona: PR = TOF. En general, se suposa que els rellotges de les estacions estan sincronitzats, però el rellotge del vehicle està desincronitzat.
En MLAT per a vigilància, les ones són transmeses pel vehicle i rebudes per les estacions; el TOT és únic i desconegut, mentre que els TOA són múltiples i coneguts. Quan s'utilitza MLAT per a la navegació (com en la navegació hiperbòlica), les ones són transmeses per les estacions i rebudes pel vehicle; en aquest cas, els TOT són múltiples però coneguts, mentre que el TOA és únic i desconegut. En aplicacions de navegació, el vehicle sovint s'anomena "usuari"; en aplicacions de vigilància, el vehicle es pot anomenar "objectiu".
El rellotge del vehicle es considera una incògnita addicional, que s'ha d'estimar juntament amb les coordenades de posició del vehicle. Si {\displaystyle d} és el nombre de dimensions físiques que es consideren (per exemple, 2 per a un pla) i {\displaystyle m} és el nombre de senyals rebuts (per tant, TOF mesurats), cal que {\displaystyle m\geq d+1}.
Normalment es requereix un processament per extreure els TOA o les seves diferències dels senyals rebuts, i normalment es requereix un algoritme per resoldre aquest conjunt d'equacions. Un algoritme: (a) determina valors numèrics per al TOT (per al rellotge del receptor o receptors) i {\displaystyle d} coordenades del vehicle; o (b) ignora el TOT i es forma {\displaystyle m-1} (almenys {\displaystyle d} ) diferència horària d'arribades (TDOA), que s'utilitzen per trobar el {\displaystyle d} coordenades del vehicle. Gairebé sempre, {\displaystyle d=2} (per exemple, un pla o la superfície d'una esfera) o {\displaystyle d=3} (per exemple, el món físic real). Els sistemes que formen TDOA també s'anomenen sistemes hiperbòlics, per les raons que es comenten a continuació.

## Rerefons
Abans del desplegament del GPS i altres sistemes globals de navegació per satèl·lit (GNSS), els sistemes de multilateració de pseudodistàncies sovint es definien com a (sinònim de) sistemes TDOA. – és a dir, sistemes que mesuraven TDOA o formaven TDOA com a primer pas en el processament d'un conjunt de TOA mesurats. Tanmateix, com a resultat del desplegament dels GNSS (que ha de determinar el TOT), van sorgir dues qüestions: (a) Quin tipus de sistema són els GNSS (multilateració de pseudoabast, multilateració de rang real o un altre tipus de sistema)? (b) Quines són les característiques que defineixen un sistema de multilateració de pseudo-rang? (No hi ha sistemes de vigilància de multilateració desplegats que determinin la TOT, però s'han analitzat.)
- La resposta tècnica a (a) ja fa temps que es coneix: els GNSS són una varietat (o subespècie) de sistemes de navegació de multilateració amb transmissors mòbils. Tanmateix, com que els transmissors estan sincronitzats no només entre si sinó també amb un estàndard de temps, els receptors GNSS també són fonts d'informació temporal. Això requereix algoritmes de solució diferents dels sistemes TDOA. Per tant, també es pot argumentar que els GNSS són una categoria separada de sistemes.
- No hi ha cap resposta autoritària a (b). Tanmateix, una resposta raonable en dues parts és (1) un sistema les úniques mesures del qual són TDOAs o TOAs (o, si es té en compte la velocitat de propagació, només mesura pseudo-distàncies ); i (2) un sistema els rellotges de l'estació del qual han d'estar sincronitzats. (Nota: aquesta definició requereix la propagació d'ones.) Aquesta definició s'utilitza aquí i inclou tant els GNSS com els sistemes TDOA. Els sistemes TDOA són explícitament hiperbòlics mentre que els sistemes TOA són implícitament hiperbòlics.

## Principi

Figura 1. Un hiperboloide de dues làmines

### Freqüències i formes d'ona
S'han desenvolupat sistemes de navegació de multilateració de pseudoabast utilitzant una varietat de radiofreqüències i formes d'ona: polsos de baixa freqüència (per exemple, Loran-C); sinusoides continus de baixa freqüència (per exemple, Decca); i banda ampla contínua d'alta freqüència (per exemple, GPS). Els sistemes de vigilància de multilateració de pseudoabast sovint utilitzen transmissors pulsats existents (si són adequats), com ara Shot-Spotter, ASDE-X i WAM.

### Marc de coordenades
Pràcticament sempre, el marc de coordenades es selecciona en funció de les trajectòries de l'ona. Així, els sistemes cartesians bidimensionals o tridimensionals es seleccionen amb més freqüència, basats en la propagació d'ones en línia recta (línia de visió). No obstant això, de vegades s'utilitzen marcs polars (també anomenats circulars/esfèrics) per coincidir amb les trajectòries corbes de propagació d'ones de la superfície terrestre. Donat el tipus de marc, es poden seleccionar l'origen i l'orientació dels eixos, per exemple, en funció de les ubicacions de les estacions. Les transformacions estàndard del marc de coordenades es poden utilitzar per col·locar els resultats en qualsevol marc desitjat. Per exemple, els receptors GPS generalment calculen la seva posició utilitzant coordenades rectangulars i després transformen el resultat en latitud, longitud i altitud.

### Formació de TDOA
La multilateració també pot ser utilitzada per un sol receptor per localitzar-se, mesurant els senyals emesos des de transmissors sincronitzats en ubicacions conegudes (estacions). Per a la navegació bidimensional (per exemple, la superfície de la Terra) es necessiten almenys tres emissors; per a la navegació tridimensional, es necessiten almenys quatre emissors. Tot i que no és cert per a sistemes reals, a efectes expositius, es pot considerar que els emissors emeten polsos estrets (idealment, impulsos) exactament al mateix temps en freqüències separades (per evitar interferències). En aquesta situació, el receptor mesura els TOA dels polsos. En els sistemes TDOA reals, els senyals rebuts es correlacionen creuadament amb una rèplica sense retard per extreure el pseudoretard, després es diferencien amb el mateix càlcul per a una altra estació i es multipliquen per la velocitat de propagació per crear diferències de rang.

### Principi TOT

Figura 2. Concepte d'algoritme TOT del sistema de vigilància multilateració

El concepte TOT s'il·lustra a la figura 2 per a la funció de vigilància i un escenari planar ( {\displaystyle d=2} ). Aeronaus A, a les coordenades {\displaystyle (x_{A},y_{A})}, emet una seqüència d'impulsos en el moment {\displaystyle t_{A}}. L'emissió es rep a les estacions {\displaystyle S_{1}}, {\displaystyle S_{2}} i {\displaystyle S_{3}} a vegades {\displaystyle t_{1}}, {\displaystyle t_{2}} i {\displaystyle t_{3}} respectivament. Basant-se en els tres TOA mesurats, l'algoritme de processament calcula una estimació del TOT {\displaystyle t_{A}}, a partir del qual es pot calcular la distància entre l'avió i les estacions. Les coordenades de l'avió {\displaystyle (x_{A},y_{A})} es troben aleshores.

## Geometria de mesura i factors relacionats

### Coordenades rectangulars/cartesianes

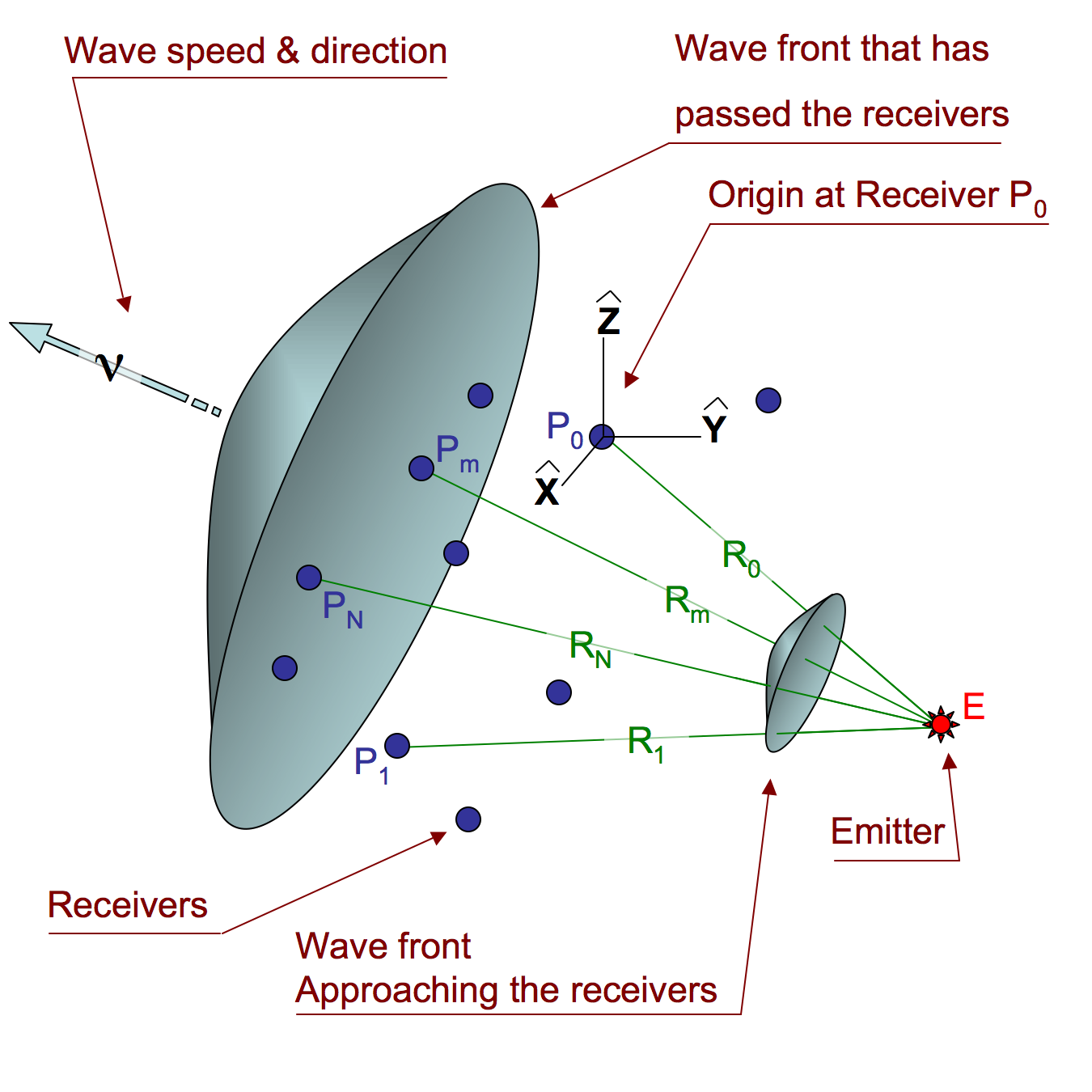
Figura 3. Geometria TDOA del sistema de vigilància

Considereu un emissor (E a la Figura 3) en un vector de localització desconegut
{\displaystyle {\vec {E}}=(x,y,z),}
que volem localitzar (problema de vigilància). La font es troba dins l'abast de {\displaystyle m=n+1} receptors en ubicacions conegudes
{\displaystyle {\vec {P}}_{0},{\vec {P}}_{1},\ldots ,{\vec {P}}_{i},\ldots ,{\vec {P}}_{n}.}
El subíndex {\displaystyle i} fa referència a qualsevol dels receptors:
{\displaystyle {\vec {P}}_{i}=(x_{i},y_{i},z_{i}),}
{\displaystyle 0\leq i\leq n.}
La distància ( {\displaystyle R_{i}} ) des de l'emissor fins a un dels receptors en termes de les coordenades és
{\displaystyle R_{i}=\left|{\vec {P}}_{i}-{\vec {E}}\right|={\sqrt {(x_{i}-x)^{2}+(y_{i}-y)^{2}+(z_{i}-z)^{2}}}.(1)}

Per a alguns algoritmes de solució, els càlculs es faciliten col·locant l'origen en un dels receptors ( P0 ), cosa que fa que la seva distància a l'emissor sigui menor.

| {\displaystyle R_{0}={\sqrt {(0-x)^{2}+(0-y)^{2}+(0-z)^{2}}}={\sqrt {x^{2}+y^{2}+z^{2}}}.} | \| \| \| \| \| \| \| \| | (2) |
|                                                                                            |                         |     |
|                                                                                            |                         |     |

### Coordenades esfèriques
Les ones de ràdio de baixa freqüència segueixen la curvatura de la Terra (trajectes ortodroms) en lloc de línies rectes. En aquesta situació, l'equació 1 no és vàlida. Loran-C i Omega són exemples de sistemes que utilitzen rangs esfèrics. Quan un model esfèric de la Terra és satisfactori, l'expressió més simple per a l'angle central (de vegades anomenat angle geocèntric ) {\displaystyle \theta _{vi}} entre vehicle {\displaystyle v} i l'estació i és
{\displaystyle \cos \theta _{vi}=\sin \varphi _{v}\sin \varphi _{i}+\cos \varphi _{v}\cos \varphi _{i}\cos(\lambda _{v}-\lambda _{i}),}
on les latituds es denoten per {\displaystyle \varphi }, i les longituds es denoten per {\displaystyle \lambda }. Es poden trobar expressions equivalents alternatives, amb un millor comportament numèric, en la navegació ortodromàtica.
La distància {\displaystyle R_{i}} des del vehicle fins a l'estació i és al llarg d'un cercle màxim, aleshores serà
{\displaystyle R_{i}=R_{E}\,\theta _{vi},}
on {\displaystyle R_{E}} és el radi assumit de la Terra, i {\displaystyle \theta _{vi}} s'expressa en radians.

## Algoritmes de solució

### Comportament general de l'algoritme
Generalment, utilitzant un algorisme directe (no iteratiu), {\displaystyle m=d+1} Les equacions de mesura es poden reduir a una sola "equació de solució" escalar no lineal amb una variable desconeguda (una mica anàleg a l'eliminació de Gauss-Jordan per a equacions lineals) – p. ex., un polinomi quadràtic en una coordenada cartesiana del vehicle. La posició del vehicle i el TOT es segueixen fàcilment en seqüència. Quan {\displaystyle m=d}, les equacions de mesura generalment tenen dos conjunts de solucions (però de vegades quatre), només un dels quals és "correcte" (produeix el TOT real i la posició del vehicle en absència d'errors de mesura). La(es) solució(ns) "incorrecta(es)" a l'equació de la solució no corresponen a la posició del vehicle ni al TOT i són ambigües (donen altres posicions del vehicle que tenen les mateixes mesures) o estranyes (no proporcionen posicions del vehicle que tinguin les mateixes mesures, però que siguin el resultat de manipulacions matemàtiques).

## Precisió
La multilateració sovint és més precisa per localitzar un objecte que la multilateració de rang real o la multiangulació, ja que (a) és inherentment difícil i/o car mesurar amb precisió el rang real (distància) entre un vehicle en moviment i una estació, especialment en grans distàncies, i (b) les mesures precises d'angle requereixen antenes grans que són costoses i difícils de situar.

## Sincronització d'estacions
La multilateració requereix que les estacions espacialment separades, ja siguin transmissors (navegació) o receptors (vigilància), tinguin "rellotges" sincronitzats. Hi ha dos requisits de sincronització diferents: (1) mantenir la precisió de la sincronització de manera contínua durant la vida útil de l'equip del sistema implicat (per exemple, 25 anys); i (2) per a la vigilància, mesurar amb precisió l'interval de temps entre els TOA per a cada transmissió del "vehicle". El requisit (1) és transparent per a l'usuari, però és una consideració important en el disseny del sistema. Per mantenir la sincronització, els rellotges de les estacions s'han de sincronitzar o reiniciar regularment (per exemple, cada mig dia per al GPS, cada pocs minuts per a l'ASDE-X). Sovint la precisió del sistema és controlada contínuament per "usuaris" en ubicacions conegudes; per exemple, el GPS té cinc llocs de monitorització.

## Àrea o volum de servei
Mentre que el rendiment de tots els sistemes de navegació i vigilància depèn de la ubicació de l'usuari respecte a les estacions, els sistemes de multilateració són més sensibles a la geometria usuari-estació que la majoria dels sistemes. Per il·lustrar-ho, considerem un hipotètic sistema de vigilància de dues estacions que controla la ubicació d'una locomotora de ferrocarril al llarg d'un tram recte de via: una situació unidimensional. {\displaystyle (d=1)}. La locomotora porta un transmissor i la via és recta en ambdues direccions més enllà del tram monitoritzat. Per comoditat, deixeu que l'origen del sistema estigui a mig camí entre les estacions; aleshores {\displaystyle TDOA=0} es produeix a l'origen.
Un sistema així funcionaria bé quan una locomotora es troba entre les dues estacions. Quan està en moviment, una locomotora es mou directament cap a una estació i directament allunyada de l'altra. Si una locomotora està a distància {\displaystyle \Delta } lluny de l'origen, en absència d'errors de mesura, la TDOA seria {\displaystyle TDOA=\pm 2\,\Delta /\,c} (on {\displaystyle c} és la velocitat de propagació de l'ona coneguda). Així, (ignorant el factor d'escala {\displaystyle c} ) la quantitat de desplaçament es duplica a la TDOA. Si es mesuressin rangs reals en lloc de pseudorangs, la diferència de mesurament seria idèntica.

## Aplicacions
S'han desenvolupat sistemes de multilateració de pseudoabast per a ones que segueixen trajectòries terrestres en línia recta i corba i pràcticament per a tots els fenòmens ondulatoris: electromagnètics (diverses freqüències i formes d'ona), acústics (audibles o ultrasònics, a l'aigua o a l'aire), sísmics, etc. La tècnica de multilateració es va utilitzar per primera vegada durant la Primera Guerra Mundial per localitzar la font del foc d'artilleria mitjançant ones sonores audibles (vigilància TDOA). La vigilància multilateració està relacionada amb la localització d'objectius de sonar de matriu remolcada passiva (però no amb la identificació), que també es va utilitzar per primera vegada durant la Primera Guerra Mundial.
Els sistemes de navegació per ràdio de llarga distància es van fer viables durant la Segona Guerra Mundial, amb l'avanç de les tecnologies de ràdio. Durant aproximadament el període 1950-2000, la multilateració TDOA va ser una tècnica comuna en els sistemes de radionavegació fixos a la Terra, on es coneixia com a navegació hiperbòlica. Aquests sistemes són relativament poc exigents per al receptor de l'usuari, ja que el seu "rellotge" pot tenir un baix rendiment/cost i normalment no està sincronitzat amb l'hora de l'estació.  La diferència en la sincronització del senyal rebut es pot mesurar fins i tot visiblement mitjançant un oscil·loscopi. La introducció del microprocessador va simplificar enormement el funcionament, augmentant la seva popularitat durant la dècada del 1980. El sistema de navegació hiperbòlica TDOA més popular va ser Loran-C, que es va utilitzar arreu del món fins que el sistema va ser pràcticament tancat.
El desenvolupament de rellotges atòmics per sincronitzar estacions molt separades va ser fonamental en el desenvolupament del GPS i altres GNSS. L'ús generalitzat de sistemes de navegació per satèl·lit com el Sistema de Posicionament Global (GPS) ha fet que els sistemes de navegació TDOA fixos a la Terra siguin en gran part redundants i la majoria hagin estat desmantellats. A causa de la seva alta precisió a baix cost d'equipament d'usuari, avui dia la multilateració és el concepte més sovint seleccionat per a nous sistemes de navegació i vigilància, com ara la vigilància d'aeronaus en vol (alternativa al radar) i en rodada (alternativa a la visual).